# A Harmadik Birodalom koncentrációs táborai
Az alábbi lista a Harmadik Birodalom koncentrációs táborait tartalmazza. A nácik koncentrációs táborokat először a Harmadik Birodalom területén létesítettek röviddel azután, hogy 1933-ban hatalomra kerültek. Ezen elrettentő intézmények nem csak Németországban voltak megtalálhatóak, hanem a későbbiekben azokban az országokban is, amelyeket annektáltak, vagy a háború kitörése után katonai erővel megszálltak. Míg néhány tábor rövid életű volt, mások Németország katonai vereségéig használatban voltak.
A német mozaikszó, a KZ egyelőre felderítetlen eredetű, a korabeli német dokumentumok inkább a KL rövidítést használták a német Konzentrationslager szó helyett.

## A korai koncentrációs táborok

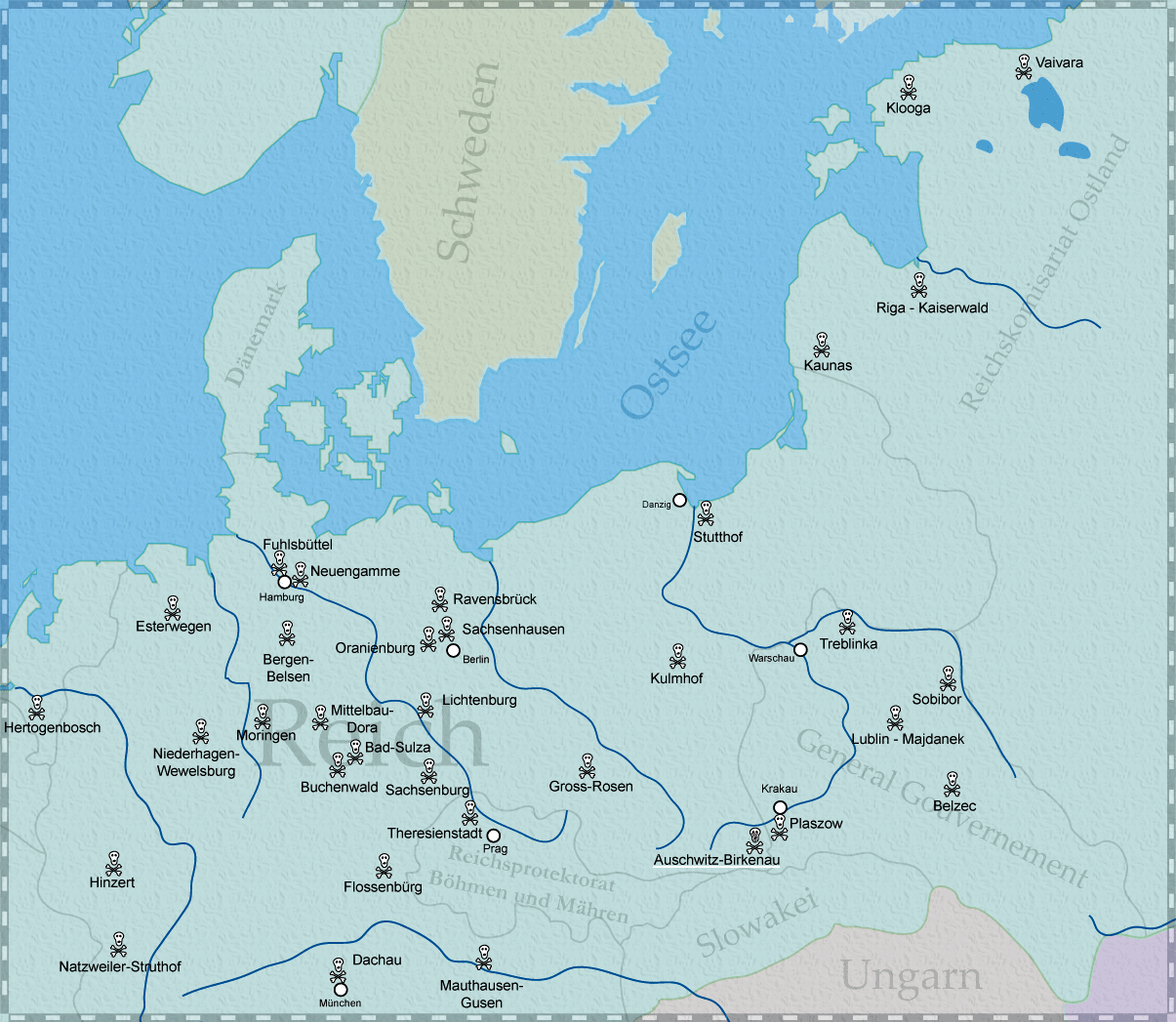
Koncentrációs táborok elhelyezkedése

A korai koncentrációs táborok (korábban „vad koncentrációs tábor” néven is szerepeltek) azok a táborok voltak, melyeket Adolf Hitler hatalomátvétele után rendszertelen módon és különböző alárendeltségi viszonyokkal létesítettek, hogy a nemzetiszocialisták ellenfeleit kiiktassák. Jellemző erre a lágertípusra, hogy többnyire rövid életű volt, és nem volt egységes az alárendeltsége – ez úgy értendő, hogy vagy az SS, vagy az SA, vagy a Belügyminisztérium stb. felügyelete alatt álltak, még az Inspektion der KZ-Lager (IKL) megalapítása előtt. Ez utóbbi szervezet a lágerek legfelsőbb igazgatási és vezetőintézménye lett.
Habár néhány korai koncentrációs tábor később az SS lágerrendszerébe bekerült, mégis a „korai” lágerek közé sorolható, amennyiben a második világháború kitörésekor újra bezárták vagy egészen más funkciót, szerepet kapott. Kivétel itt a dachaui koncentrációs tábor, amely az egyetlen olyan a korai táborok sorában, mely a háború befejezéséig üzemben volt és minden későbbi koncentrációs tábor prototípusává vált.

## Az IKL, illetve később WVHA lágerei
Azok a koncentrációs táborok, melyeket már az IKL alapított és többnyire a háború végéig léteztek – a szó szűkebb értelmében vett KZ táborok. Himmler egyik parancsa szerint csak azok a lágerek kaphatták a KZ-láger megnevezést, melyek az IKL, majd később WVHA (Wirtschaftsverwaltungs-Hauptamt) intézménye alá voltak rendelve. E lágertípusok jellemző vonása – alárendeltségi viszonyuk mellett – hogy a dachau-i modellről másolt, egymáshoz hasonló belső felépítésük volt: az őrzéssel megbízott csoport két részre lett választva, egy parancsnoksági törzsre (Kommandanturstab) és egy őrzésre rendelt csapatra (Wachtruppe), létezett a foglyoknak meghatározott funkciókra való beosztásának rendszere, és rangsorolva voltak származás („faj” szerint) és szociális helyzet alapján. A láger rendjére Theodor Eicke által Dachauban kidolgozott tábori rend vonatkozott. A később újra felépített lágereknél (Sachsenhausen, Buchenwald) a Dachauból ismerttel arányos alaprajzú barakkos lágerfelépítést alkalmaztak.

## A Reinhardt-akció megsemmisítőtáborai
Azokat a táborokat, melyek kizárólag az emberek tömeges fizikai megsemmisítését szolgálták, megsemmisítőtáboroknak nevezzük. A listában felsorolt megsemmisítő lágereket a Reinhardt-akció keretében alakították, a wannseei konferencián meghozott határozat értelmében, a zsidókérdés végső megoldásaként („Endlösung der Judenfrage”). Az Auschwitz-Birkenau és a Kulmhof táborok a Harmadik Birodalom határain belül létesültek, a többi tábor (Bełżec, Treblinka, Sobibór, Majdanek) a Lengyel Főkormányzóság területén helyezkedett el. A táborok a mindenkori HSSPF (Höheren SS- und Polizeiführer) felügyelete alá tartoztak. Ez a szervezet a magas rangú SS- és rendőrségi vezetők szerve volt. Auschwitz-Birkenau és Majdanek (KL Lublin) táborait ugyancsak a megsemmisítőtáborok közé soroljuk, holott ezek az IKL, illetve később WVHA vezetése alatt álltak.

## Tranzittáborok
A tranzittáborok olyan gyűjtőtáborok voltak, melyekbe azok a foglyok kerültek, akiket később a megsemmisítőtáborokba küldtek. Bizonyos esetekben a megszállás alatt tartott országok helyi hatóságai – így például Magyarországon a Magyar Királyi Rendőrség – működtettek olyan táborokat (például a Kistarcsai Kiegészítő Toloncházat), amelyek a hazai zsidó lakosság egy részének ideiglenes összegyűjtésére, majd szervezett körülmények között a német koncentrációs táborokba szállítására (is) szolgáltak. A fővárosi és környéki zsidók közül 3-4000 főt szállítottak el ilyen módon 1944 áprilisa és júliusa között, több ütemben.

## Ifjúsági koncentrációs táborok
A nemzetiszocialisták idejében két másik szót használtak előszeretettel e lágerekre: „Jugendschutzlager“, azaz ifjúságvédelmi tábor, vagy „Jugendverwahrlager“. Azokat a lágereket soroljuk e kategóriába, melyekbe olyan internált fiatal korúak, gyermekek kerültek, kiket a rendszer "ellenállónak" vagy "feltűnőnek" tartott. Három vezető, főtábor létezett:
- Moringen (Göttingen mellett) – a fiúknak
- KZ Uckermark (Berlin mellett) – a lányoknak és fiatal nőknek
- Litzmannstadt (Łódź) – a lengyel és cseh gyermekeknek és fiataloknak.

Ezek a táborok az ún. „Reichssicherheitshauptamt” intézményének felügyelete alá tartoztak és hivatalosan ifjúságvédelmi („Jugendfürsorge”) és ifjúsági büntetés-végrehajtási/bűnmegelőzési („vorbeugende Verbrechensbekämpfung”) jogi alapjával hozták létre őket. E jogszabály szerint létezett az ún. nem szociális személyek csoportja („Asoziale”), melybe beletartozhatott minden kisebbséghez tartozó vagy aki ellenállt a nemzetiszocializmus eszméinek, vagy más módon feltűnő magatartást tanúsított.
A fiatalokat a Robert Ritter által alapított ún. rasszhigiéniai és népességbiológiai kutatóállomásokon („Rassenhygienische und Bevölkerungsbiologische Forschungsstelle”) rasszista, vagy saját kifejezésük szerint kriminálbiológiai („kriminalbiologisch”) jegyek alapján, „fejlődési– és nevelhetőségi képességük” alapján figyelték meg. Ezután döntötték el, hogy az egyes esetekkel szemben milyen kényszerintézkedéseket alkalmaznak.

## Egyéb, koncentrációs táborokhoz hasonló lágerek
Ez a csoport magában foglalja a nemzetiszocializmus időszakában a Harmadik Birodalom területén található egyéb fogolytáborokat. Ide tartoznak például:
- a nevelő munkatáborok (Arbeitserziehungslager),
- a katonai fogolytáborok
- a kényszermunkatáborok (Zwangsarbeiterlager).

E táborok nehezen sorolhatók a nemzetiszocializmus rasszista hierarchiamodelljét követő elképzelés termékeihez. A nyugati hatalmak hadseregéből elfogottakat az északi rasszhoz („nordische Rasse”) tartozóként általában jól tartották, míg a Vörös Hadsereg fogságba került katonáival a koncentrációs táborok foglyaihoz hasonlóan bántak. A munkára nevelő táborok is leggyakrabban csak formálisan különböztek a koncentrációs táboroktól.
Egy 2000-ben kezdődött kutatás a hétezres számból indult ki, ám Geoffrey Megargee és Martin Dean vizsgálata alapján ez a szám először 11 500-ra, majd 20 ezerre, végül pedig 42 500-ra nőtt.
A vizsgálat eredménye még a holokausztkutatókat is sokkolta a The New York Times szerint. A 42 500-as számban nemcsak a „gyilkolóközpontok” vannak benne, hanem a kényszermunkatáborok is, ahol a hadifoglyokkal többnyire hadianyagot és eszközöket gyártattak. Voltak közöttük hadifogolytáborok, „gondozási” központok, amelyek neve azt a szörnyűséget álcázta, hogy terhes nőket kényszerítettek abortuszra, vagy a csecsemőiket  a születésük után ölték meg. Ugyancsak beleszámolták a 42 500-as adatba a bordélyokat, ahol prostitúcióra kényszerítettek nőket. Ezek az „intézmények” elsősorban a német katonák számára voltak fenntartva.
A kutatók legújabb adatai szerint 15-20 millió embert öltek meg vagy börtönöztek be a táborokban, tartottak fogva gettókban.

## Táblázat a koncentrációs táborokról
A megsemmisítőtáborok szürkével vannak jelölve, a fő koncentrációs táborok kékkel.
| A tábor neve                        | Ország (ma)       | Tábor típusa                                   | Működési idő                                                | A foglyok becsült száma | A halottak becsült száma | Altáborok                     | Honlap |
| ----------------------------------- | ----------------- | ---------------------------------------------- | ----------------------------------------------------------- | ----------------------- | ------------------------ | ----------------------------- | --- |
| Arbeitsdorf                         | Németország       | Munkatábor                                     | 1942. április 8. – 1942. október 11.                        |                         | min. 600                 | nincs                         | |
| Auschwitz-Birkenau                  | Lengyelország     | Megsemmisítő- és munkatábor                    | 1940. április – 1945. január                                | 400,000                 | 1 100 000 – 1 500 000    | lista                         | |
| Bardufoss                           | Norvégia          | Koncentrációs tábor                            | 1944. március – ?                                           | 800                     | 250                      |                               | ? |
| Bełżec                              | Lengyelország     | Megsemmisítőtábor                              | 1942. március – 1943. június                                |                         | 600 000                  |                               | |
| Bergen-Belsen                       | Németország       | Gyűjtőpont                                     | 1943. április – 1945. április                               |                         | 70 000                   | 2                             | |
| Bozen                               | Olaszország       | Tranzittábor                                   | 1944. július – 1945. április                                | 11 116                  |                          |                               | |
| Bredtvet                            | Norvégia          | Koncentrációs tábor                            | ?                                                           | ?                       | ?                        | ?                             | |
| Breendonk                           | Belgium           | Börtön- és munkatábor                          | 1940. szeptember 20. – 1944. szeptember                     | min. 3532               | min. 391                 | nincs                         | |
| Breitenau                           | Németország       | „Korai vad tábor”, később munkatábor           | 1933. június – 1934. március, 1940–1945                     | 470-8500                |                          |                               | |
| Buchenwald                          | Németország       | Munkatábor                                     | 1937. július – 1945. április                                | 250 000                 | 56 000                   |                               | |
| Chełmno (Kulmhof)                   | Lengyelország     | Megsemmisítőtábor                              | 1941. december – 1943. április 1944. április – 1945. január |                         | 340 000                  |                               | |
| Dachau                              | Németország       | Munkatábor                                     | 1933. március – 1945. április                               | 200 000                 | min.30 000               |                               | |
| Falstad                             | Norvégia          | Börtöntábor                                    | 1941. december – 1945. május                                |                         | min. 200                 | nincs                         | |
| Flossenbürgi koncentrációs tábor    | Németország       | Munkatábor                                     | 1938. május – 1945. április                                 | min. 100 000            | 30 000                   |                               | |
| Grini                               | Norvégia          | Börtöntábor                                    | 1941. december – 1945. május                                | 19 788                  | 8                        | Fannrem, Bardufoss, Kv?nangen | |
| Gross-Rosen                         | Lengyelország     | Munkatábor                                     | 1940. augusztus – 1945. február                             | 125 000                 | 40 000                   |                               | |
| Herzogenbusch                       | Hollandia         | Börtön- és tranzittábor                        | 1943 – 1944 nyara                                           |                         |                          |                               | |
| Hinzert                             | Németország       | Gyűjtőpont és altábor                          | 1940. július – 1945. március                                | 14 000                  | min. 302                 |                               | Archiválva 2021. április 28-i dátummal a Wayback Machine-ben                                                                 |
| Jasenovac                           | Horvátország      | Megsemmisítőtábor                              | 1941. augusztus – 1945. április                             |                         | 77 000                   |                               | |
| Kaufering/Landsberg                 | Németország       | Munkatábor                                     | 1943. június – 1945. április                                | 30 000                  | min.14 500               |                               | |
| Kovnói gettó (Kaunas)               | Litvánia          | Gettó és internálótábor                        |                                                             |                         |                          | Prawienischken                | |
| Klooga                              | Észtország        | Munkatábor                                     | 1943 nyara – 1944. szeptember 28.                           |                         | 2400                     |                               | |
| Langenstein Zwieberge               | Németország       | Buchenwald altábora                            | 1944. április – 1945. április                               | 5000                    | 2000                     |                               | |
| Le Vernet                           | Franciaország     | Internálótábor                                 | 1939–1944                                                   |                         |                          |                               | |
| Lwów, Janowska utca (L’viv)         | Ukrajna           | Gettó-, tranzit-, munka- és megsemmisítő tábor | 1941. szeptember – 1943. november                           |                         | több mint 40 000         | nincs                         | (l. a szócikkeket A-tól Z-ig)                                                                                                |
| Majdanek (KZ Lublin)                | Lengyelország     | megsemmisítő tábor                             | 1941. július – 1944. július                                 |                         | 78 000                   |                               | |
| Malchow                             | Németország       | Munka- és tranzittábor                         | 1943 – 1945. május 8.                                       | 5000                    |                          |                               | |
| Malij Trosztenec                    | Belarusz          | Megsemmisítőtábor                              | 1941. július – 1944. június                                 |                         | 200 000-500 000          |                               | |
| Mauthausen-Gusen                    | Ausztria          | Munkatábor                                     | 1938. augusztus – 1945.                                     | 195 000                 | min. 95 000              |                               | |
| Mittelbau-Dora                      | Németország       | Munkatábor                                     | 1943. szeptember – 1945. április                            | 60 000                  | min. 20 000              |                               | |
| Mühldorf am Inn                     | Németország       | Munkatábor                                     |                                                             |                         |                          |                               | |
| Natzweiler-Struthof                 | Franciaország     | Munkatábor                                     | 1941. május – 1944. szeptember                              | 40 000                  | 25 000                   |                               | |
| Neuengamme                          | Németország       | Munkatábor                                     | 1938. december 3 – 1945. május 4.                           | 106 000                 | 55 000                   |                               | |
| Niederhagen                         | Németország       | Börtön- és munkatábor                          | 1941. szeptember – 1943 eleje                               | 3900                    | 1285                     | nincs                         | |
| Oranienburg                         | Németország       | Gyűjtőpont                                     | 1933. március – 1934. július                                | 3000                    | min. 16                  |                               | |
| Osthofen                            | Németország       | Gyűjtőpont                                     | 1933. március – 1934. július                                |                         |                          |                               | |
| Płaszów                             | Lengyelország     | Munkatábor                                     | 1942. december – 1945. január                               | min. 150 000            | min. 9000                |                               | [ halott link ] |
| Ravensbrücki koncentrációs tábor    | Németország       | Munkatábor                                     | 1939. május – 1945. április                                 | 150 000                 | (min. 90 000)            |                               | |
| Riga-Kaiserwald (Mežaparks)         | Lettország        | Munkatábor                                     | 1942 – 1944. augusztus 6.                                   | 20 000?                 |                          | 16, közte Eleja-Meitenes      | |
| Risiera di San Sabba                | Olaszország       | Rendőrségi gyűjtőtábor                         | 1943. szeptember – 1945. április 29.                        |                         | 5000                     |                               | |
| Sachsenhausen                       | Németország       | Munkatábor                                     | 1936 július – 1945 április                                  | min. 200 000            | (100 000)                |                               | |
| Sobibóri megsemmisítőtábor          | Lengyelország     | Megsemmisítőtábor                              | 1942. május – 1943. október                                 |                         | 250 000                  |                               | |
| Stutthof                            | Lengyelország     | Munkatábor                                     | 1939. szeptember – 1945. május                              | 110 000                 | 65 000                   |                               | |
| Lager Sylt (Alderney)               | Csatorna-szigetek | Munkatábor                                     | 1943. március – 1944. június                                | 1000?                   | 460                      | nincs                         | |
| Theresienstadti koncentrációs tábor | Csehország        | Tranzittábor és gettó                          | 1941. november – 1945. május                                | 140 000                 | 35 000                   |                               | |
| Treblinka                           | Lengyelország     | Megsemmisítőtábor                              | 1942. július – 1943. november                               |                         | min. 800 000             |                               | |
| Vaivara                             | Észtország        | ?                                              | 1943. szeptember 15. – 1944. február 29.                    | ?                       | ?                        | 22                            | |
| Varsói gettó                        | Lengyelország     | Munka- és megsemmisítőtábor                    | 1943–1944                                                   | 40 000-ig               | 20 000-ig                |                               | https://en.truthaboutcamps.eu/thn/german-camps/camp/15607,The-Concentration-Camp-in-Warsaw-Konzentrationslager-Warschau.html |
| Westerbork                          | Hollandia         | gyűjtőpont                                     | 1939. október – 1945. április                               | 102 000                 |                          |                               | |

## Szakirodalom
- Oliver Lustig: Lágerszótár, Kolozsvár-Napoca, 1984 A lágerekben használt szavak és kifejezések magyarázatokkal Archiválva 2006. március 15-i dátummal a Wayback Machine-ben

## Fordítás
- Ez a szócikk részben vagy egészben  a   Liste der Konzentrationslager des Deutschen Reichs című német Wikipédia-szócikk fordításán alapul.  Az eredeti cikk szerkesztőit annak laptörténete sorolja fel. Ez a jelzés csupán a megfogalmazás eredetét és a szerzői jogokat jelzi, nem szolgál a cikkben szereplő információk forrásmegjelöléseként.